# Campeonato Juvenil Africano de 2003
El Campeonato Juvenil Africano de 2003 se jugó en Burkina Faso del 4 al 18 de enero y contó con la participación de 8 selecciones juveniles de África provenientes de una fase eliminatoria.
Egipto venció en la final a Costa de Marfil para ganar el título por tercera ocasión.

## Eliminatoria

### Ronda preliminar
| Equipo 1          | Agr.       | Equipo 2              | Ida | Vuelta |
| ----------------- | ---------- | --------------------- | --- | ------ |
| Togo              | 4–1        | Chad                  | 3–0 | 1–1    |
| Guinea Ecuatorial | 0–6        | Gabón                 | 0–1 | 0–5    |
| Burundi           | 2–3        | Tanzania              | 1–0 | 1–3    |
| Sudán             | 4–4(3-4 p) | Uganda                | 3–1 | 1–3    |
| Zimbabue          | 3–1        | Suazilandia           | 1–0 | 2–1    |
| Namibia           | 2–3        | Botsuana              | 1–0 | 1–3    |
| Guinea-Bisáu      | w/o        | Liberia               | w/o | w/o    |
| Camerún           | w/o        | Santo Tomé y Príncipe | w/o | w/o    |
| Somalia           | w/o        | Kenia                 | w/o | w/o    |
| Mauritania        | w/o        | Sierra Leona          | w/o | w/o    |
| Mauricio          | w/o        | Madagascar            | w/o | w/o    |

### Primera ronda
| Equipo 1   | Agr.        | Equipo 2        | Ida   | Vuelta |
| ---------- | ----------- | --------------- | ----- | ------ |
| Angola     | 1–1 (1-4 p) | Togo            | 1–0   | 1–0    |
| Senegal    | 3–4         | Gabón           | 1–2   | 2–2    |
| Túnez      | 7–1         | Libia           | 5–0   | 2–1    |
| Camerún    | 4–0         | Tanzania        | 4–0   | 0–0    |
| Argelia    | 0–5         | Costa de Marfil | 0–3   | 0–2    |
| Nigeria    | 6–0         | Somalia         | 6–0   |        |
| Marruecos  | 2–2 (a)     | Guinea          | 1–0   | 1–2    |
| Egipto     | 3–1         | Uganda          | 3–1   | 0–0    |
| Mozambique | 4–1         | Botsuana        | 3–0   | 1–1    |
| Etiopía    | 0–2         | Zambia          | 0–0   | 0–2    |
| Sudáfrica  | 5–0         | Madagascar      | 2–0   | 3–0    |
| Ghana      | w/o         | Guinea-Bisáu    | w/o   | w/o    |
| Zimbabue   | w/o         | Malaui          | w/o   | w/o    |
| Malí       | w/o         | Mauritania      | 9 - 1 | w/o    |

1- La serie se jugó a partido único.

### Segunda ronda
| Equipo 1 | Agr.       | Equipo 2        | Ida | Vuelta |
| -------- | ---------- | --------------- | --- | ------ |
| Togo     | 2–3        | Gabón           | 1–0 | 1–3    |
| Ghana    | 1–1(5-4 p) | Túnez           | 1–0 | 0–1    |
| Camerún  | 2–3        | Costa de Marfil | 0–1 | 2–2    |
| Nigeria  | 2–3        | Marruecos       | 1–2 | 1–1    |
| Malí     | 2–0        | Mozambique      | 1–0 | 1–0    |
| Egipto   | 2–0        | Zimbabue        | 2–0 | 0–0    |
| Zambia   | 4–4 (a)    | Sudáfrica       | 4–1 | 0–3    |

## Clasificados
| - Egipto - Marruecos - Costa de Marfil - Ghana | - Gabón - Burkina Faso (anfitrión) - Malí - Sudáfrica |

## Fase de grupos

### Grupo A
Los partidos se jugaron en Uagadugú.
| País         | J | G | E | P | GF | GC | GD | Pts |
| ------------ | - | - | - | - | -- | -- | -- | --- |
| Malí         | 3 | 1 | 2 | 0 | 7  | 5  | +2 | 5   |
| Burkina Faso | 3 | 1 | 2 | 0 | 3  | 2  | +1 | 5   |
| Gabón        | 3 | 1 | 1 | 1 | 6  | 5  | +1 | 4   |
| Sudáfrica    | 3 | 0 | 1 | 2 | 3  | 7  | -4 | 1   |

| Equipo 1     | Resultado | Equipo 2     |
| ------------ | --------- | ------------ |
| Sudáfrica    | 0-0       | Burkina Faso |
| Malí         | 2-2       | Gabón        |
| Sudáfrica    | 2-4       | Malí         |
| Burkina Faso | 2-1       | Gabón        |
| Gabón        | 3-1       | Sudáfrica    |
| Burkina Faso | 1-1       | Malí         |

### Grupo B
Los partidos se jugaron en Bobo-Dioulasso.
| País            | J | G | E | P | GF | GC | GD | Pts |
| --------------- | - | - | - | - | -- | -- | -- | --- |
| Costa de Marfil | 3 | 2 | 1 | 0 | 7  | 5  | +2 | 7   |
| Egipto          | 3 | 1 | 2 | 0 | 6  | 2  | +4 | 5   |
| Ghana           | 3 | 0 | 2 | 1 | 3  | 4  | -1 | 2   |
| Marruecos       | 3 | 0 | 1 | 2 | 0  | 5  | -5 | 1   |

| Equipo 1        | Resultado | Equipo 2        |
| --------------- | --------- | --------------- |
| Ghana           | 0-0       | Marruecos       |
| Egipto          | 1-1       | Costa de Marfil |
| Costa de Marfil | 1-0       | Marruecos       |
| Ghana           | 1-1       | Egipto          |
| Costa de Marfil | 3-2       | Ghana           |
| Marruecos       | 0-4       | Egipto          |

## Fase final
|  | Semifinales     | Semifinales     |   |          | Final        | Final       |  |
|  | 14 de enero     | 14 de enero     |   |          | 17 de enero  | 17 de enero |  |
|  |                 |                 |   |          |              |             |  |
|  | Uagadugú        |                 |   |          |              |             |  |
|  | Malí            | 0               |   |          |              |             |  |
|  | Egipto          | 1               |   |          |              |             |  |
|  |                 |                 |   |          |              |             |  |
|  |                 |                 |   |          | Uagadugú     |             |  |
|  |                 |                 |   |          | Egipto       | 4           |  |
|  |                 | Costa de Marfil | 3 |          |              |             |  |
|  |                 |                 |   |          |              |             |  |
|  |                 |                 |   |          |              |             |  |
|  |                 |                 |   |          | Tercer lugar |             |  |
|  | Uagadugú        | Uagadugú        |   | Uagadugú | Uagadugú     |             |  |
|  | Costa de Marfil | 0 (3)           |   | Malí     | 1 (5)        |             |  |
|  | Burkina Faso    | 0 (1)           |   |          | Burkina Faso | 1 (4)       |  |

## Campeón
| Campeonato Juvenil Africano 2003 |
| -------------------------------- |
| Bandera de Egipto                |
| Egipto 3º Título                 |

## Clasificados al Mundial Sub-20
| - Egipto - Costa de Marfil | - Burkina Faso - Malí |